# 乔尔·考克斯
乔尔·考克斯（英語：Joel Cox，1942年4月2日—）是一名美国电影剪辑师。他因与克林特·伊斯特伍德合作逾30年而为人所熟知。

## 生涯
考克斯在还是一个婴儿时就出现在电影《鸳梦重温》中了。他的事业起步于1961年的华纳兄弟公司邮件收发室。
考克斯在1969年山姆·毕京柏指导的影片《日落黄沙》中首次担任剪辑助理。考克斯自1976年克林特·伊斯特伍德的影片《不法之徒迈·韦尔斯》起开始与克林特·伊斯特伍德合作，在这部影片中，考克斯是费里斯·韦伯斯特的助理。考克斯与韦伯斯特在1977年电影《铁手套》中担任联合剪辑师，并在之后的几部伊斯特伍德的作品中延续了这一关系。从1983年电影《拨云见日》开始，考克斯成为了伊斯特伍德的主剪辑师。引用考克斯本人的话说，在超过30年的合作中，伊斯特伍德只重新剪掉过一个考克斯放置在一起的单一场景。曾在20世纪90年代中期担任考克斯助理的加里·罗奇，自2006年伊斯特伍德导演的电影《硫磺岛来信》后，已成为考克斯的联合剪辑师。
考克斯凭借影片《不可饶恕》获得了1992年奥斯卡最佳影片剪辑奖。2008年11月25日，考克斯当选美国电影剪辑师协会会员。克林特·伊斯特伍德在首届帕索罗布数字电影节上赠送给了考克斯第一个伊格纳奇·扬·帕德雷夫斯基终身成就奖，这个奖项以帕索罗布的钢琴艺术大师的名字命名。考克斯通过影片《换子疑云》获得了2009年英国电影和电视艺术学院学院奖最佳剪辑奖的提名。，并于2015年凭借影片《美国狙击手》获取了奥斯卡金像奖最佳剪辑奖。